# Barkly West
Barkly-Wes este un oraș din provincia Noord-Kaap, Africa de Sud.